# Tân Đức, Hàm Tân
Tân Đức là một xã thuộc huyện Hàm Tân, tỉnh Bình Thuận, Việt Nam. Xã nằm dọc trên Quốc lộ 1 giáp với huyện Xuân Lộc của tỉnh Đồng Nai
Xã Tân Đức có diện tích 107,21 km², dân số năm 2003 là 4839 người, mật độ dân số đạt 45 người/km².